# Fri-tv
Fri-tv (engelska: free-to-air) är ett begrepp som används för TV-kanaler som sänds okrypterat och som kan ses utan krav på vare sig abonnemang eller att det tillkommer någon extra kostnad. Det svenska begreppet fri-tv syftar främst på tv-kanaler i det digitala marknätet, men begreppet "free-to-air" kan i sig även omfatta både radio-kanaler och andra former av utsändning, exempelvis via satellit. Radiokanaler är vanligen både marksända och okrypterade, men abonnerad satellitradio är något som förekommer vid sidan av detta på vissa marknader.
Begreppet fri-tv är inte nödvändigtvis det samma som gratis-tv om man tar hänsyn till de obligatoriska TV-avgifter som finns i många länder. Vad som avses är kanaler som kan tas emot utan några extra avgifter. Detta innebär att begreppet är sällsynt i samband med kabel-TV, eller IPTV, då denna distributionsform implicit innebär någon form av avtal, där kostnaden antingen betalas direkt till distributören eller indirekt genom en bostadsrättsförening eller hyresvärd. I den mån begreppet ändå används i anslutning till kabel-tv avses vanligen sådana kanaler som ingår i någon form av basutbud och som inte är uttalade betalkanaler. Fri-tv via marknätet och satellit avser i motsats till detta de kanaler som är fritt tillgängliga utan behöva betala för något "basutbud" eller att teckna någon form av abonnemang.
I det svenska digitala marknätet finns det endast en handfull nationella fri-tv-kanaler, medan den finländska motsvarigheten har ungefär tre gånger så många fria kanaler och det brittiska digitala marknätet har åtta till tio gånger så många nationella fri-tv-kanaler som det svenska, men få betalkanaler i jämförelse. Utöver marknätet finns det dessutom två brittiska satellitsystem för fri-tv. Sändningstillstånd i det svenska digitala marknätet meddelas av regeringen för Sveriges television och Utbildningsradion, samt av Myndigheten för radio och tv för övriga. Trots att det finns många fler betalkanaler än fri-tv-kanaler i det svenska marknätet anger operatören Teracom ändå att fri-tv är basen för deras verksamhet.

## Fri-tv-kanaler i Sverige
De fri-tv-kanaler som sänds okrypterat i Sverige, och därmed kan ses gratis bortsett från TV-avgiften, är:
- SVT1
- SVT2
- SVT24
- SVTB (Barnkanalen)
- Kunskapskanalen
- TV4
- TV Finland

Fram till 1 oktober 2021 var även TV6 en fri kanal.